# Kongo-Brazzaville i olympiska sommarspelen 2016
Kongo-Brazzaville deltog med 10 deltagare vid de olympiska sommarspelen 2016 i Rio de Janeiro. Ingen av landets deltagare erövrade någon medalj.

## Bordtennis
| Spelare     | Gren       | Inledande omgång     | Omgång 1               | Omgång 2             | Omgång 3             | Åttondelsfinal       | Kvartsfinal          | Semifinal            | Final / BM           | Final / BM       |
| Spelare     | Gren       | Motståndare Resultat | Motståndare Resultat   | Motståndare Resultat | Motståndare Resultat | Motståndare Resultat | Motståndare Resultat | Motståndare Resultat | Motståndare Resultat | Placering        |
| ----------- | ---------- | -------------------- | ---------------------- | -------------------- | -------------------- | -------------------- | -------------------- | -------------------- | -------------------- | ---------------- |
| Suraju Saka | Herrsingel | Afanador (PUR) L 3–4 | Gick inte vidare       | Gick inte vidare     | Gick inte vidare     | Gick inte vidare     | Gick inte vidare     | Gick inte vidare     | Gick inte vidare     | Gick inte vidare |
| Wang Jianan | Herrsingel | K Assar (EGY) W 4–3  | Tsuboi (BRA) W 4–0     | Karlsson (SWE) L 1–4 | Gick inte vidare     | Gick inte vidare     | Gick inte vidare     | Gick inte vidare     | Gick inte vidare     | Gick inte vidare |
| Han Xing    | Damsingel  | Lariba (PHI) W 4–0   | Sawettabut (THA) L 3–4 | Gick inte vidare     | Gick inte vidare     | Gick inte vidare     | Gick inte vidare     | Gick inte vidare     | Gick inte vidare     | Gick inte vidare |

## Boxning
| Boxare              | Gren            | Omgång 1                | Omgång 2             | Kvartsfinal          | Semifinal            | Final                | Final            |
| Boxare              | Gren            | Motståndare Resultat    | Motståndare Resultat | Motståndare Resultat | Motståndare Resultat | Motståndare Resultat | Placering        |
| ------------------- | --------------- | ----------------------- | -------------------- | -------------------- | -------------------- | -------------------- | ---------------- |
| Dival Malonga       | Lätt weltervikt | Gaibnazarov (UZB) L TKO | Gick inte vidare     | Gick inte vidare     | Gick inte vidare     | Gick inte vidare     | Gick inte vidare |
| Anauel Ngamissengue | Mellanvikt      | Abbadi (ALG) L 0–3      | Gick inte vidare     | Gick inte vidare     | Gick inte vidare     | Gick inte vidare     | Gick inte vidare |

## Friidrott
Förkortningar
- Notera– Placeringar avser endast det specifika heatet.
- Q = Tog sig vidare till nästa omgång
- q = Tog sig vidare till nästa omgång som den snabbaste förloraren eller, i fältgrenarna, genom placering utan att nå kvalgränsen
- NR = Nationellt rekord
- N/A = Omgången fanns inte i grenen
- Bye = Idrottaren behövde inte tävla i omgången

Herrar
Fältgrenar
| Idrottare     | Gren                  | Kval    | Kval      | Final    | Final     |
| Idrottare     | Gren                  | Distans | Placering | Distans  | Placering |
| ------------- | --------------------- | ------- | --------- | -------- | --------- |
| Franck Elemba | Herrarnas kulstötning | 20,45   | 11 q      | 21,20 NR | 4         |

Damer
Bana och väg
| Cecilia Bouele | Damernas 100 meter | 11,98 | 2 Q | 12,18 | 8 | Gick inte vidare | Gick inte vidare | Gick inte vidare | Gick inte vidare |

## Judo
| Idrottare          | Gren                      | Omgång 1              | Omgång 2             | Kvartsfinaler        | Semifinaler          | Återkval             | Final / BM           | Final / BM       |
| Idrottare          | Gren                      | Motståndare Resultat  | Motståndare Resultat | Motståndare Resultat | Motståndare Resultat | Motståndare Resultat | Motståndare Resultat | Placering        |
| ------------------ | ------------------------- | --------------------- | -------------------- | -------------------- | -------------------- | -------------------- | -------------------- | ---------------- |
| Deo Gracia Ngokaba | Herrarnas tungvikt +100kg | Meyer (NED) L 000–100 | Gick inte vidare     | Gick inte vidare     | Gick inte vidare     | Gick inte vidare     | Gick inte vidare     | Gick inte vidare |

## Simning
| Idrottare          | Gren                  | Heat  | Heat      | Semifinal        | Semifinal        | Final            | Final            |
| Idrottare          | Gren                  | Tid   | Placering | Tid              | Placering        | Tid              | Placering        |
| ------------------ | --------------------- | ----- | --------- | ---------------- | ---------------- | ---------------- | ---------------- |
| Dienov Andres Koka | Herrarnas 50 m frisim | 28,00 | 82        | Gick inte vidare | Gick inte vidare | Gick inte vidare | Gick inte vidare |
| Bellore Sangala    | Damernas 50 m frisim  | 33,71 | 81        | Gick inte vidare | Gick inte vidare | Gick inte vidare | Gick inte vidare |